# Ringina
Ringina Tambs-Lyche, 1954 è un genere di ragni appartenente alla famiglia Linyphiidae.

## Distribuzione
L'unica specie oggi nota di questo genere è stata reperita nelle isole Crozet.

## Tassonomia
A giugno 2012, si compone di una specie:
- Ringina antarctica (Hickman, 1939)[3] — Isole Crozet

### Sinonimi
- Ringina crozetensis Tambs-Lyche, 1954; questo esemplare è stato posto in sinonimia con R. antarctica (Hickman, 1939) a seguito di un lavoro di Ledoux del 1991[1].